# Rosny-Bois-Perrier (métro de Paris)
Ne doit pas être confondu avec la gare de Rosny-Bois-Perrier.
Rosny-Bois-Perrier est une station de la ligne 11 du métro de Paris, située à Rosny-sous-Bois. Il s'agit de la 314e station du métro de Paris. Ouverte le 13 juin 2024, elle constitue le terminus est de la ligne ainsi que la station la plus orientale de tout le réseau métropolitain parisien.

## Situation
La station de métro est souterraine et située parallèlement aux voies du RER E, sous la rue Léon-Blum et en partie sous le domaine du centre commercial de Westfield Rosny 2. Station terminus, elle est précédée de la station Coteaux Beauclair et son arrière-gare donne aussi accès aux ateliers de maintenance de Rosny-sous-Bois.

## Histoire
Depuis le 13 juin 2024, la station constitue le nouveau terminus oriental de la ligne 11 selon le projet qui a été soumis par le Syndicat des transports d'Île-de-France (STIF) à l'enquête publique en 2013.
Cette station a été réalisée à ciel ouvert. La réalisation des travaux du tunnel cadre autour de la station s'est faite par tronçons.

## Services des voyageurs

### Accès

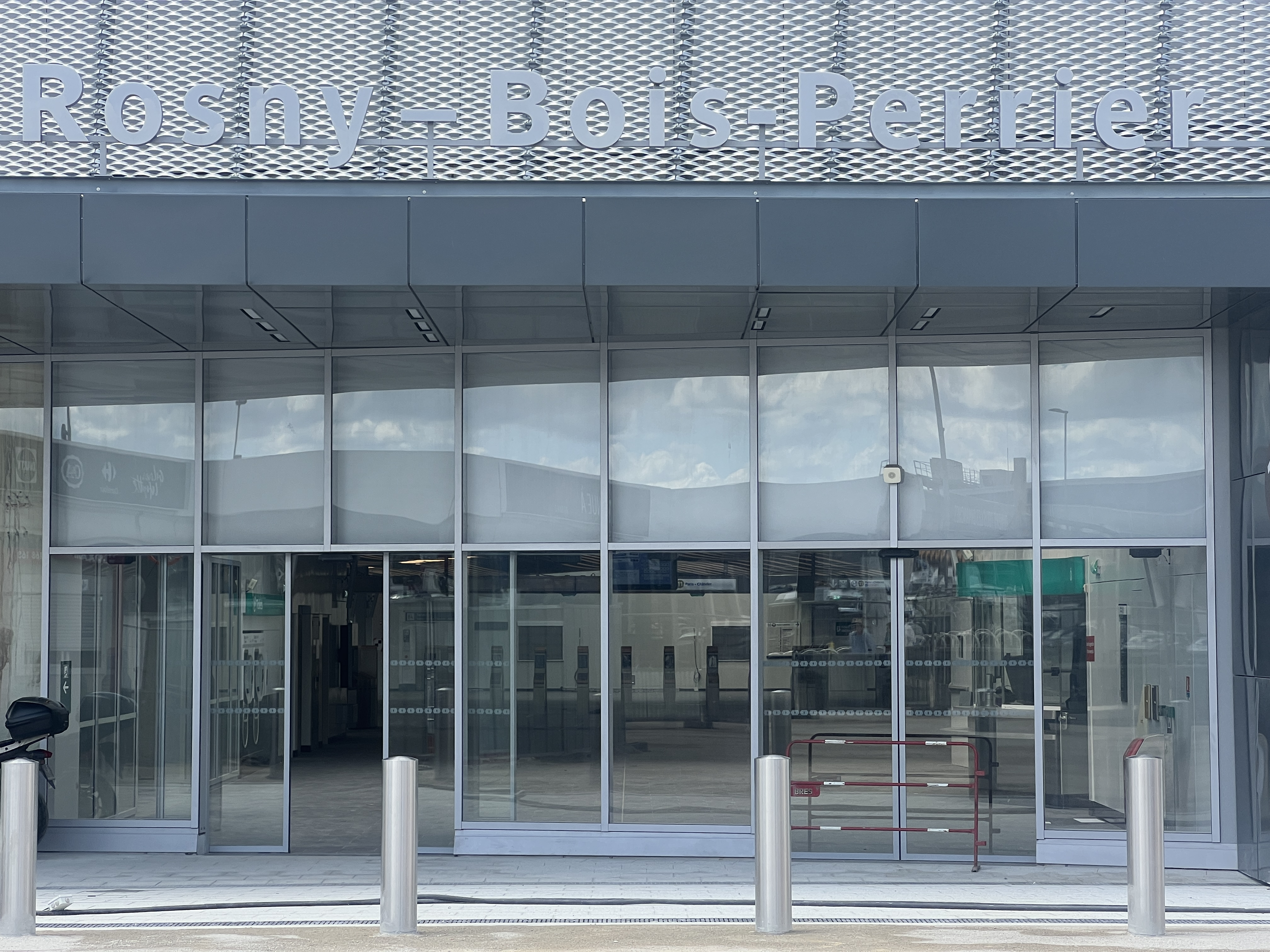
Accès principal.

L'accès principal à la station se fait par deux trémies équipées chacune d'un escalier fixe et d'un escalier mécanique, l'une au niveau du parc de stationnement de Rosny 2, la seconde au niveau de la place basse permettant l'accès au RER E. Un accès secondaire est également prévu à l'arrière de la station.

### Quais

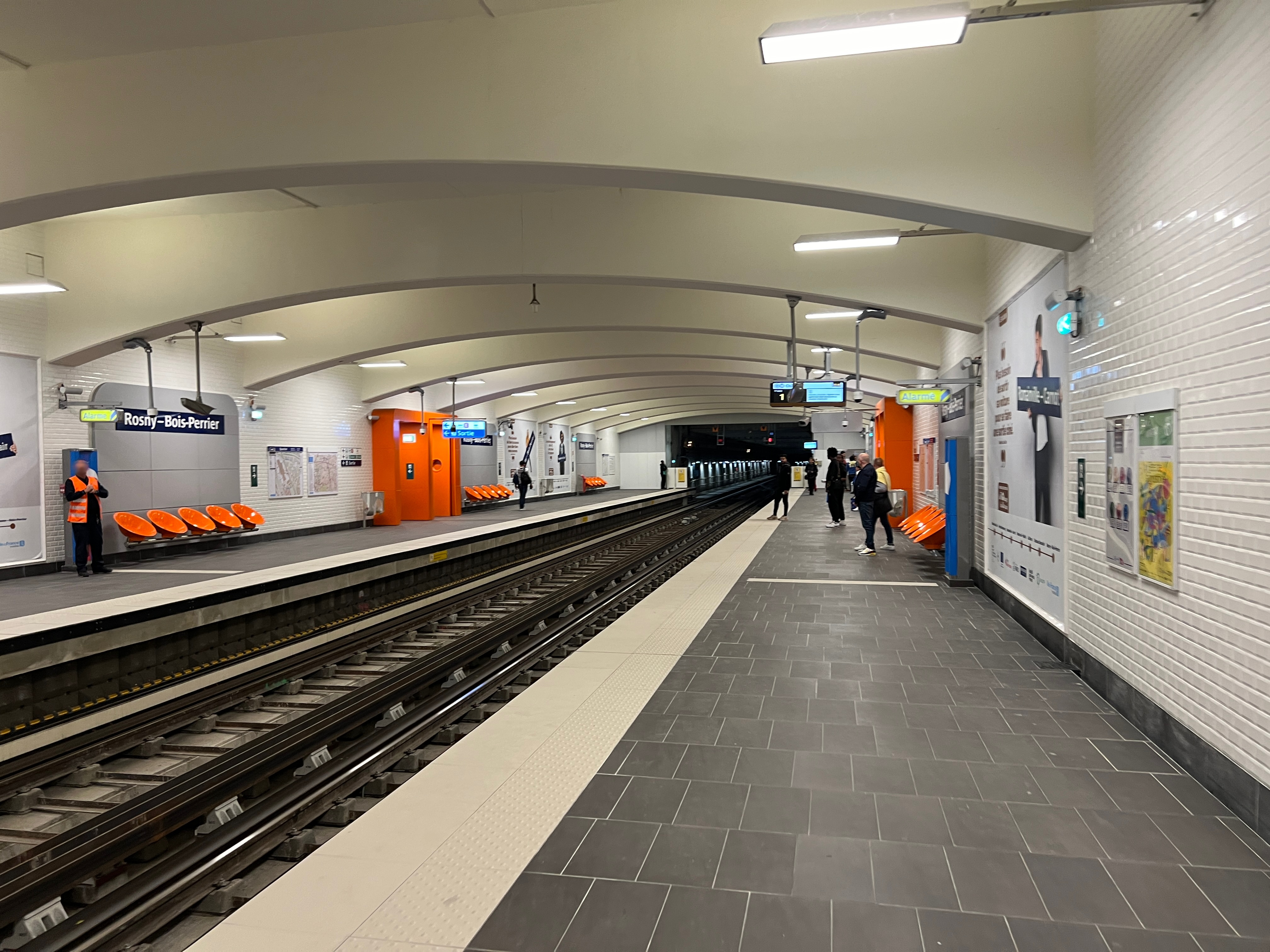
Quais de la ligne 11.

Rosny-Bois-Perrier est une station à la configuration standard : elle possède deux quais séparés par les voies du métro.

### Intermodalité
La station est en correspondance avec la ligne E du RER à la gare de Rosny-Bois-Perrier. Elle est également desservie par les lignes 102, 121, 143, 145, 221, 245 et 346 du réseau de bus RATP et la ligne N142 du Noctilien.

## À proximité
Le centre commercial Westfield Rosny 2 est situé à proximité de la station.

## Projets
À l'horizon 2025, la ligne 11 devait être prolongée jusqu'à Noisy - Champs et Rosny-Bois-Perrier devenir une station de passage. Mais le prolongement est repoussé, sine die.

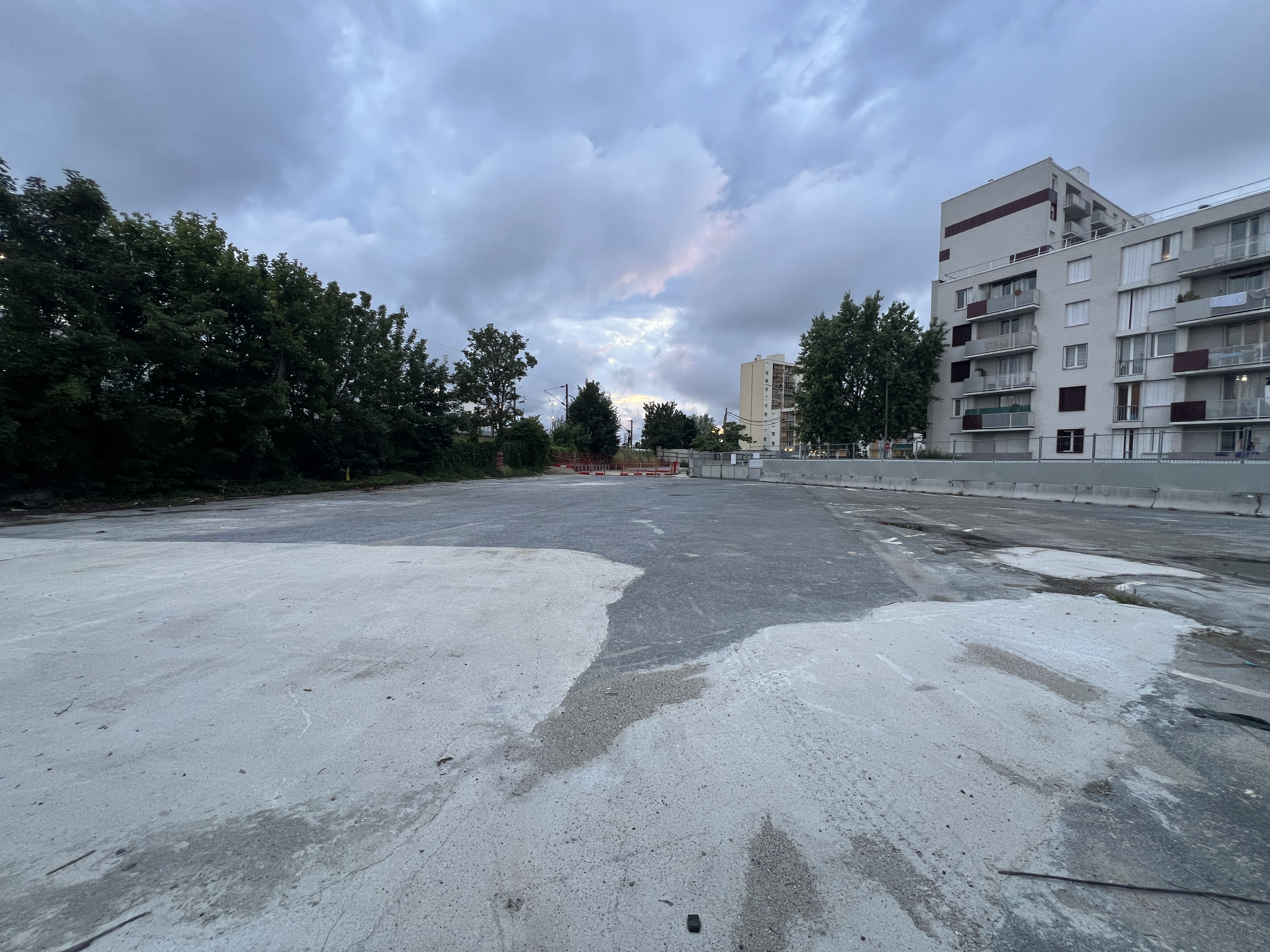
Le site du chantier de la ligne 15 en juin 2024.

En 2030, Rosny-Bois-Perrier sera desservie par la ligne 15 du métro. L'architecture de la station de la ligne 15 est confiée à Vezzoni et Associés. La station sera implantée sur le parvis de la gare RER existante. La future station assurera une correspondance souterraine directe avec la station de la ligne 11 en passant par un tunnel de 35 mètres de long sous les voies du RER E.